# Venda (Sudáfrica)
Venda fue un bantustán situado en el noreste de Sudáfrica, el cual se encontraba cerca de la frontera sudafricana con Zimbabue en el norte, mientras que en el sur y en el este, tenía una larga frontera con otro bantustán, Gazankulu. Actualmente pertenece a la provincia de Limpopo. Venda fue fundado por el gobierno de Sudáfrica como la patria de los vhavenda, los cuales hablaban el idioma venda. Las Naciones Unidas y la comunidad internacional rechazaron reconocer Venda, así como cualquier otro bantustán, como un estado independiente.

## Historia
Venda declaró su autogobierno el 1 de febrero de 1973, Hubo elecciones parlamentarias en el 1973, las cuales se celebraron posteriormente. Hubo otras posteriores en julio de 1978. El territorio fue declarado independiente por el gobierno sudafricano el 13 de septiembre de 1979, por lo que sus residentes perdieron la ciudadanía sudafricana. Una característica que tuvo en común con otros bantustanes, fue el no reconocimiento de la independencia por la comunidad internacional.
Venda fue principalmente uno de los territorios no continuos en la provincia de Transvaal, con un territorio y con un exclave principales. Su capital era Sibasa, trasladándose posteriormente a Thohoyandou cuando Venda fue declarado independiente en 1979. Antes de la independencia se expandió a un territorio contiguo, con una superficie total de 6,807 km². En las elecciones parlamentarias de 1984, el Partido Nacional de Venda, el cual se encontraba en el gobierno, mantuvo su posición como partido dominante, venciendo al Partido Popular Independiente de Venda, que fue siempre la oposición.
En el 1979, la población Vhavenda se mantuvo en unos 200 000 habitantes. El estado no limitaba con Zimbabue por el corredor de Madimbo, el cual se encontraba patrullado por las tropas sudafricanas en el norte, y de Mozambique por el parque nacional Kruger.
El primer presidente de Venda, Patrick Mphephu, fue también el jefe tribal de los Vhavenda. Su sucesor, Frank Ravele, fue depuesto por un golpe de Estado por la Fuerza de Defensa de Venda en el 1990, después de que el territorio fuera dirigido por el Consejo de Unidad Nacional. Venda volvió a pertenecer a Sudáfrica el 27 de abril de 1994.